# Абелова награда
Абелова награда (норв. Abelprisen), према Нилсу Хенрику Абелу, је признање које од 2003. године додељује Норвешка академија науке као међународну награду за изузетан научни допринос на пољу математике. Награда је 6 милиона норвешких круна (око 750.000 евра). Приликом 200. годишњице рођења Абела, норвешка влада је основала 2002. године фондацију за доделу награде.
Комисија за доделу се састоји од пет особа, које делегирају различите норвешке истраживачке институције. Награду свечано додељује краљ Норвешке. Не постоји старосно ограничење за добитника, чиме се може рећи да награда одговара као еквивалент Нобеловој награди.

## Добитници
| Година | Добитник                          | Институт                                                   | Објашњење | Слика               |
| ------ | --------------------------------- | ---------------------------------------------------------- | --- | ------------------- |
| 2003.  | Жан-Пјер Сер (* 1926)             | Француски Колеџ                                            | за његову кључну улогу у обликовању модерних облика многих области математике, укључујући топологију Алгебарску геометрију и теорију бројева.                                       | Жан-Пјер Сер        |
| 2004.  | Мајкл Франсис Атија (* 1929)      | Универзитет у Единбургу                                    | за откривање и доказивање Индекс теореме, која повезује Топологију, Геометрију и Алализу и игра значајну улогу у премошћавањеу математике и теоријске физике                        | Мајкл Франсис Атија |
| 2004.  | Исидор М. Сингер (* 1924)         | MIT                                                        | за откривање и доказивање Индекс теореме, која повезује Топологију, Геометрију и Алализу и игра значајну улогу у премошћавањеу математике и теоријске физике                        | Исидор М. Сингер    |
| 2005.  | Питер Лакс (* 1926)               | Универзитет у Њујорку                                      | за његов огроман допринос теорији и коришћењу парцијалних диференцијалних једначина као и нумеричком решавању.                                                                      | Питер Лакс          |
| 2006.  | Ленарт Карлесон (* 1928)          | Краљевска техничка висока школа Стокхолм                   | за његов дубоки допринос, напредном доприносу хармонилној анализи и теорији динамичких система                                                                                      | Lennart Carleson    |
| 2007.  | Ш. Р. Шриниваса Варадан (* 1940)  | Универзитет у Њујорку                                      | за његов фундаменталан допринос теорији вероватноће, и специјално за решавање јединствене теорије великих растојања.                                                                |                     |
| 2008.  | Џон Григс Томпсон (* 1932)        | Универзитет Флориде                                        | за фундаменталан допринос алгебри и посебан за развој модерне теорије група. |                     |
| 2008.  | Жак Титс (* 1930)                 | Француски Колеџ                                            | за фундаменталан допринос алгебри и посебан за развој модерне теорије група. | Жак Титс            |
| 2009.  | Михаил Леонидович Громов (* 1943) | Институт напредних научних студија (Париз)                 | за револуционарни допринос геометрији. | Михаил Громов       |
| 2010.  | Џон Тејт (* 1925)                 | Универзитет Тексаса у Остину                               | за његов велики утицај теорији бројева. | Џон Тејт            |
| 2011.  | Џон Милнор (* 1931)               | Универзитет Стони Брук                                     | за пионирска открића у области топологије, геометрије и алгебре | Џон Милнор          |
| 2012.  | Андре Семереди                    | Математички институт Алфред Рењи и Ратгерски универзитет   | за фундаменталне доприносе дискретној математици и теоријској рачунарској науци, и признање за дубок и трајни утицај ових доприноса на адитивну теорију бројева и ергодичку теорију | Андре Семереди      |
| 2013.  | Пјер Делињ                        | Институт за напредне студије                               | за значајне доприносе алгебарској геометрији и за њихов трансформативни утицај на теорију бројева, теорију представљања и сродна поља                                               | Пјер Делињ          |
| 2014.  | Јаков Синај                       | Универзитет Принстон и Институт за теоријску физику Ландау | за фундаменталне доприносе динамичким системима, ергодичкој теорији и математичкој физици                                                                                           | Јаков Синај         |
| 2015.  | Џон Неш                           | Универзитет Принстон                                       | за упадљиве и значајне доприносе теорији нелинеарних парцијалних диференцијалних једначина и њеној примени на геометријску анализу                                                  | Џон Неш             |
| 2015.  | Луис Ниренберг                    | Институт за математичке науке Курант                       | за упадљиве и значајне доприносе теорији нелинеарних парцијалних диференцијалних једначина и њеној примени на геометријску анализу                                                  | Луис Ниренберг      |
| 2016.  | Ендру Вајлс                       | Универзитет у Кембриџу и Универзитет у Оксфорду            | за запањујући доказ о последњој Фермаовој теореми путем претпоставке модуларности за семистабилне елиптичке криве, отварајући нову еру у теорији бројева                            | Ендру Вајлс         |
| 2017.  | Ив Мејер                          | École normale supérieure Paris-Saclay                      | за кључну улогу у развоју математичке теорије вејвлета | Ив Мејер            |
| 2018.  | Роберт Ленглендс                  | Институт за напредне студије                               | за програм повезивања теорије представљања са теоријом бројева | Роберт Ленглендс    |